# 小倉裕児
小倉 裕児（おぐら ゆうじ）は、日本の歴史学者。専門は日本現代史。創価大学教授。創価中学校・高等学校校歌の作詞者としても知られる。

## 人物・経歴
創価高等学校を第一期生として卒業後、1981年一橋大学大学院社会学研究科修士課程修了。指導教官は藤原彰。一橋大学大学院社会学研究科博士課程、関東学院大学経済学部講師等を経て、創価大学学士課程教育機構教授。この間、放送大学などでも教鞭を執った。専門は日本現代史で、アメリカ占領政策の日本への影響を研究テーマとする。
また、創価学園栄光寮寮生だった1968年に、「学園寮歌」として創価中学校・高等学校校歌「草木は萌ゆる」の作詞を行った。

## 著作
- 『講和への準備過程：GHQ民政局資料「占領改革」第11巻』丸善 1999年